# Nersingen
Nersingen è un comune tedesco di 9 767 abitanti, situato nel land della Baviera.